# Бавено
Бавено (итал. Baveno) је насеље у Италији у округу Вербано-Кузио-Осола, региону Пијемонт.
Према процени из 2011. у насељу је живело 3918 становника. Насеље се налази на надморској висини од 229 м.

## Становништво
Према резултатима пописа становништва 2011. у општини је живело 4.917 становника.
| 1931. | 1936. | 1951. | 1961. | 1971. | 1981. | 1991. | 2001. | 2011. |
| ----- | ----- | ----- | ----- | ----- | ----- | ----- | ----- | ----- |
| 2.959 | 3.028 | 3.489 | 3.827 | 4.231 | 4.477 | 4.510 | 4.554 | 4.917 |

## Партнерски градови
- Nadur